# Новак, Дежё
Де́жё Но́вак (венг. Novák Dezső; 3 февраля 1939, Як, Венгрия — 26 февраля 2014, Будапешт, Венгрия) — венгерский футболист и тренер, двукратный олимпийский чемпион Игр в Токио (1964) и Мехико (1968).

## Биография
Выступал на позиции защитника за «Халадаш» и «Ференцварош». Выступал за самый титулованный венгерский клуб на протяжении 12 сезонов, провёл 251 матч. В его составе выиграл четыре чемпионских титула (1962/63, 1964, 1967, 1968), Кубок Венгрии (1971/72) и Кубок ярмарок (УЕФА) (1965), который на момент смерти футболиста оставался единственным еврокубковым трофеем в копилке венгерских клубов. В 1968 году становился финалистом, а в 1972 году — полуфиналистом Кубка УЕФА. Завершил игровую карьеру в 1975 году.
Двукратный олимпийский чемпион летних Игр в Токио (1964) и Мехико (1968). Бронзовый призёр чемпионата Европы в Испании (1964). В качестве главного тренера «Ференцвароша» трижды выигрывал первенство Венгрии, а в 1995 году впервые вывел будапештцев в групповую стадию Лиги чемпионов УЕФА.

## Достижения
Личные
- Лучший бомбардир чемпионата Европы: 1964 (2 гола)